# بنجامین مورنو
بنجامین مورنو (انگلیسی: Benjamín Moreno; ۱۷ آوریل ۱۹۵۵ – ۱ مهٔ ۲۰۲۰) بازیکن فوتبال اهل اسپانیا بود.
از باشگاه‌هایی که در آن بازی کرده‌است می‌توان به باشگاه فوتبال لگانس اشاره کرد.